# Daniela Herrero
Daniela Laura Herrero (născută la 19 august 1985) este o cântăreață, actriță și compozitoare argentiniană. Este cunoscută pentru rolul personajului Mariana Pagliaro din Costumbres argentinas.

## Discografie
- Daniela Herrero (2001)
- No voy a mentirte (2003)
- El espejo (2005)
- Altavoz (2010)
- Madre (2012)
- En Un Segundo (2015)

## Legături externe
- en  Daniela Herrero la Internet Movie Database
- Daniela Herrero la Allmusic